# Polygala helenae
Polygala helenae är en jungfrulinsväxtart som beskrevs av Werner Rodolfo Greuter. Polygala helenae ingår i släktet jungfrulinssläktet, och familjen jungfrulinsväxter. Inga underarter finns listade i Catalogue of Life.